# Гронинген, Бернар Абрахам
Бернар Абрахам Гронинген (нидерл. Bernard Abraham van Groningen; 20 мая 1894 — 1 марта 1987) — нидерландский филолог-классик и папиролог. Профессор древнегреческого языка Лейденского университета (1928—1964).
В 1915—1919 гг. изучал классические языки в университете Гронингена.

## Биография
Родился в Твелло в семье протестантского пастора Рудольфа ван Гронигена и его жены Йоханны Роскам. После рождения сына семья перебралась в Брюссель, где глава семьи получил место помощника пастора голландской общины. Бернард учился в Брюссельском королевском атенеуме, затем в 1912 году поступил в Брюссельский свободный университет, где изучал литературу. В 1915 продолжил обучение в Гронингенском университете.
С 1916 года начал работать учителем в гимназию в Гронингене, затем в 1919 году переехал Леуварден, где получил аналогичную должность. 8 июля 1921 года под руководством А. Г. Росса защитил в Гроннингенском университете диссертацию на тему De papyro Oxyrhynchita 1380, посвящённую исследованию оксиринхского папируса и получил степень докотора философии.
В том же году получил назначение на должность заместителя директора гимназии в Леувардене. В 1925 году прошёл хабилитацию и начал преподавание греческой папирологии. В 1926 году был назначен директором гимназии в Ассене. 20 сентября 1928 году занял должность профессора греческого языка и истории в Лейденском университете.
Главным научным интересом ван Гронигена была папирология. В области греческого языка и литературы основные исследования он посвятил работам Пиндара, Феогнида, Сафо, Эсхила, Софокла, Еврипида, Каллимаха, Гомера и Геродота. Вместе с историком права Мартином Давидом и правоведом Ю. К. ван Овеном в 1935 году создал в университете Кабинет папирологии, который в 1962 году стал Институтом папирологии.
Во время немецкой оккупации Нидерландов 1940—1945 годов выступил против национал-социалистической ориентации университета и покинул профессорский пост 20 мая 1942 года. 7 августа 1942 года он был отправлен немцами в качестве заложника в Синт-Михельсгестель, а с октября 1943 года находился в изгнании в Стенвекерланде.
После войны, 4 сентября 1945 года, ван Грониген был восстановлен в должности профессора, а с 1949/50 учебном году был ректором Лейденского университета. В этот год праздновалось 375-летие университета, и ван Грониген выступил с речью De Griekse Geest («Греческий дух»).
В 1935 году был принят в Королевскую академию наук и искусств Нидерландов, в которой с 1949 по 1964 год возглавлял секцию литературы. Удостоен звания командора ордена Оранских-Нассау.
3 апреля 1964 года ван Гронинген перешёл в статус профессора-эмерита и 8 мая того же года ушёл из университета. Научные исследования продолжал до самой смерти.
Умер в доме престарелых. Похоронен на Лейденском кладбище Ренхоф.

### Личная жизнь
Был женат дважды, жёны приходились друг другу родными сёстрами. Детей не имел.